# Thượng bảo tự
Thượng bảo tự (尚寶寺, Court of Imperial Seals) là một trong 6 tự trong quan chế Lục tự. Thượng bảo tự phụ trách việc văn phòng giúp vua, giữ ấn triện, sao chép sắc chỉ, dụ vua ban hoặc những chương sớ sổ sách đã được vua chuẩn y.
Cũng như các tự khác trong Lục tự, Thượng bảo tự do quan Tự khanh đứng đầu, Tự thiếu khanh thứ nhì và có các thuộc cấp Chủ sự, Tư vụ, Thư lại giúp việc. Nhưng vào thời Nguyễn, do Thượng bảo được chỉ định là một trong 4 tào (Bí thư tào, Biểu bạ tào, Thừa vụ tào, Thượng bảo tào) phục vụ trong cơ quan Nội các, nên từ Tự được xóa đi trong chức, chỉ dùng Thượng bảo khanh hoặc Thượng bảo thiếu khanh để gọi 2 vị chưởng quan và phó quan tào Thượng bảo.
Thời Bảo Thái, Thượng bảo tự khanh trật Chánh ngũ phẩm.
Thời Nguyễn Minh Mạng 10 (1829), nhà Nguyễn bỏ Văn thư phòng lập Nội các với 4 tào.  Thượng bảo tự thời này là một trong 4 tào Nội các với tên gọi là Thượng bảo tào với Thượng bảo khanh trật Tòng tam phẩm. Thượng bảo thiếu khanh trật Chánh tứ phẩm. Thượng bảo tào chuyên trách việc coi giữ Kim Ngọc Bảo Tỷ, Ấn chương, Quan phòng, cùng các loại ấn tín hữu quan khác nhau. Phụ trách việc đóng dấu vào văn bản trong đó đặc biệt là các Bảo Tỷ của vua. Đồng thời chịu trách nhiệm sao lục các văn bản có ngự bút châu phê chuyển đi, còn giữ lại bản chính châu bút gửi lại cho Biểu bạ tào lưu trữ.
Thời Nguyễn Thiệu Trị 4 (1844), Thượng bảo tào được đổi tên thành Thượng bảo sở với nhiều trách nhiệm hơn.
Thời Nguyễn, riêng Hồng lô tự (lo việc tiếp đón sứ đoàn các nước) và Thượng bảo tự (lo việc văn phòng, ấn tín giúp vua) có chức trách thường trực, các chức điều hành trong những tự khác như chức Tự khanh, Tự thiếu khanh, Tự thừa thường trao cho các quan trong Lục bộ điều hành tạm thời, không có chức vụ nhất định.[2]